# Okraj Královec
Okraj Královec (češko Královecký kraj) je internetni mem, satira o priključitvi ruske Kaliningrajske oblasti k Češki. Meme je nastal leta 2022 kot odziv na rusko invazijo na Ukrajino.

## Zgodovina
27. septembra 2022 je češka satirična spletna stran AZ247.cz podala peticijo, naj Češka pošlje vojake v Kaliningrajsko oblast, izvede referendum o priključitvi, ki bi ga podprlo 98% volilcev, in regijo preimenuje v Královec ter formalno priključi Češki, ki bi s tem pridobila dostop na morje. Mem je bil odgovor na referendume o priključitvi nekaterih oblasti Ukrajine, ki jih je okupirala Rusija, in kasnejšo ilegalno rusko aneksacijo Donecke, Luganske, Hersonske in Zaporoške oblasti.
Satirični pozivi k Češki aneksaciji so se razširili tudi na Deželo Franca Jožefa (češko Země Františka Josefa), arktično otočje, ki ga je leta 1873 odkrila skupina čeških raziskovalcev. Ime je dobil po Francu Jožefu I., cesarju in kralju Avstro-Ogrske, del katere je bila takrat Češka.
Različne uradne osebe in uradi, vključno z Jano Černochovo (češka ministrica za obrambo), Zuzano Čaputovo (predsednica Slovaške), in veleposlaništvo ZDA v Pragi so na Twitterju objavili satirične komentarje o gibanju.
10. oktobra 2022 se je nekaj sto ljudi pred veleposlaništvom Rusije v Pragi udeležilo zaigranega referenduma za izvedbo priključitve okraja.
Intervju med češkimima novinarjema Petrom Koubskyem in Filipom Titlbachom za češki časopis Deník N, je skušal ugotoviti, ali ima predlog kakšno realno ali zgodovinsko osnovo, ki bi upravičila satiro. Mesto Kaliningrad se je prvotno imenovalo Königsberg (nemško dobesedno »Kraljev hrib«) v čast češkega kralja Otokarja II., ki se je tam udeležil pruske križarske vojne. Nemški križarji so se križarskega pohoda udeležili iz ponosa, da spremljajo tako pomembno osebo, kot je češki kralj, ki je bil spoštovan v Svetem rimskem cesarstvu, katerega del je bila tudi Češka, saj je njegova mati pripadala ugledni plemiški družini Hohenstaufen. Satira je temeljila na dejstvu, da je kraljevina Češka prednica sodobne Češke. Ime Královec je kalk »Königsberg«, iz král »kralj«, ki se uporablja kot zgodovinski eksonim. Podoben eksonim poznamo tudi v slovenščini - Kraljevec.